# 北サマル州

北サマル州の位置

北サマル州（きたサマルしゅう、Province of Northern Samar）は、フィリピン中部東ビサヤ地方（Eastern Visayas, Region VIII）に属する州である。州都はカタルマン（Catarman）。面積は3,498.0km2、人口は632,379人（2015年）。

## 地理
サマール島の北部にあり、南に東サマル州、サマル州と接している。西側にサマール海があり、いくつかの島があるが、そのほとんどはこの州の領域である。島々の南にビリラン州、西にビコル地方のマスバテ州、北にサンベルナルディーノ海峡を挟んでソルソゴン州と隣接している。

## 歴史

### 米比戦争
米比戦争では、1900年4月15日にカトゥビグでアメリカ軍部隊をフィリピン人ゲリラが急襲、町を4日間に渡り占拠し（カトゥビグの戦い）、これに対しアメリカ軍部隊も増援が来るまで粘った。

## 行政区分
北サマル州は、24の基礎自治体（Municipalities）からなる。都市（Independent cities）や市（Component cities）はない。

### 基礎自治体
1. アレン（英語版）
2. Biri
3. Bobon
4. Capul
5. カタルマン（英語版）
6. カトゥビグ（英語版）
7. Gamay
8. Laoang
9. Lapinig
10. Las Navas
11. Lavezares
12. Lope de Vega
13. Mapanas
14. Mondragon
15. Palapag
16. Pambujan
17. Rosario
18. San Antonio
19. San Isidro
20. San Jose
21. San Roque
22. San Vicente
23. Silvino Lobos
24. Victoria

## 交通

### フェリー
- マトノグ（英語版）（ソルソゴン州） - アレン（英語版）（北サマル州）間